# Lavandeira, Beira Grande e Selores
Lavandeira, Beira Grande e Selores (llamada oficialmente União das Freguesias de Lavandeira, Beira Grande e Selores) es una freguesia portuguesa del municipio de Carrazeda de Ansiães, distrito de Braganza.

## Historia
Fue creada el 28 de enero de 2013 en aplicación de una resolución de la Asamblea de la República de Portugal promulgada el 16 de enero de 2013 con la unión de las freguesias de Beira Grande, Lavandeira y Selores, pasando su sede a estar situada en la antigua freguesia de Lavandeira.

## Demografía
| Gráfica de evolución demográfica de Lavandeira, Beira Grande e Selores entre 2011 y 2021 |
|                                                                                          |
| Datos según el nomenclátor publicado por el INE portugués.                               |